# Svatohubertská mše
Svatohubertská mše je římskokatolický obřad konající se k poctě patrona myslivců a lovců sv. Huberta.

## Historie a popis
Uctívání patrona lovu a honu, svatého Huberta, zavedl v letech 731 až 741 papež Řehoř lll. a mělo se jednat o jakýsi protipól bohyně lovu Diany.
Mše se koná jednou do roka na podzim a scházejí se zde myslivci a členové Řádu sv. Huberta.
Svatohubertské mše svaté se někdy konají nejen na úctu sv. Huberta, ale i na úctu jiných patronů myslivců, jako jsou např.: sv. Eustach, sv. Prokop, sv. Jiljí či sv. Ivan.
Při mši pak zní i různé myslivecké písně a do kostela je vnesen jelen.